# Anadelphia
Anadelphia és un gènere de plantes de la família de les poàcies, ordre de les poals, subclasse de les commelínides, classe de les liliòpsides, divisió dels magnoliofitins.

## Taxonomia
- Anadelphia afzeliana (Rendle) Stapf
- Anadelphia arrecta (Stapf) Stapf
- Anadelphia bigeniculata Clayton
- Anadelphia chevalieri Reznik
- Anadelphia funerea (Jacq.-Fél.) Clayton
- Anadelphia hamata Stapf
- Anadelphia leptocoma (Trin.) Pilg.
- Anadelphia liebigiana H. Scholz
- Anadelphia lomaensis (A. Camus) Jacq.-Fél.
- Anadelphia longifolia Stapf
- Anadelphia macrochaeta (Stapf) Clayton
- Anadelphia polychaeta Clayton
- Anadelphia pubiglumis Stapf
- Anadelphia pumila Jacq.-Fél.
- Anadelphia scyphofera Clayton
- Anadelphia tenuifolia Stapf
- Anadelphia trepidaria (Stapf) Stapf
- Anadelphia trichaeta (Reznik) Clayton
- Anadelphia triseta Reznik
- Anadelphia trispiculata Stapf
- Anadelphia virgata Hack.